# Gavin Lovegrove
Gavin Brian Lovegrove (ur. 21 października 1967 w Hamilton) – nowozelandzki lekkoatleta, który specjalizował się w rzucie oszczepem.
Dwukrotny uczestnik igrzysk olimpijskich – Barcelona 1992 i Ateny 1996. W 1986 wywalczył brązowy medal mistrzostw świata juniorów osiągając wynik 74,22. W ciągu swojej kariery aż pięciokrotnie startował w mistrzostwach świata – Rzym 1987 (nie awansował do finału), Tokio 1991 (4. miejsce w finale z wynikiem 84,24), Stuttgart 1993 (nie awansował do finału), Göteborg 1995 (nie awansował do finału) oraz Ateny 1997 (nie awansował do finału). Trzykrotny brązowy medalista igrzysk Wspólnoty Narodów. Sześciokrotny mistrz Nowej Zelandii w rzucie oszczepem, dwa razy zdobywał złoty medal międzynarodowych mistrzostw Australii. Dwukrotnie - w roku 1986 - poprawiał rekord świata juniorów doprowadzając go do wyniku 79,58. Rekord życiowy: 88,20 (5 lipca 1996, Oslo). Rezultat ten jest aktualnym rekordem Nowej Zelandii.